# Jistebnice
Jistebnice är en stad i Tjeckien.   Den ligger i regionen Södra Böhmen, i den centrala delen av landet, 70 km söder om huvudstaden Prag. Jistebnice ligger 579 meter över havet och antalet invånare är 2 007.
Terrängen runt Jistebnice är huvudsakligen platt, men norrut är den kuperad. Runt Jistebnice är det ganska glesbefolkat, med 35 invånare per kvadratkilometer. Närmaste större samhälle är Tábor, 12,3 km sydost om Jistebnice. Omgivningarna runt Jistebnice är en mosaik av jordbruksmark och naturlig växtlighet.